# Friidrott vid panamerikanska spelen 1983

Friidrott vid panamerikanska spelen 1987 hölls i  Caracas, Venezuela 14 – 29 augusti 1983. 

## Resultat

### Herrar
100 meter

1 Leandro Peñalver,  Kuba,  10,06

2 Juan Núñez,  Dominikanska republiken, 10,14

3 Sam Graddy, USA,  10,18

200 meter
  
1 Elliott Quow,  USA,  20,42

2 Leandro Peñalver, Kuba,  20,53

3 Bernie Jackson, USA,  20,81

400 meter

1 Cliff Wiley, USA,  45,02

2 Lázaro Martínez, Kuba,  45,37

3 Gerson de Souza, Brasilien,  45,45

800 meter

1 Agberto Guimarães, Brasilien,  1.46,31

2 José Luiz Barbosa Brasilien,  1.46,65

3 Stanley Redwine, USA,  1.47,26

1 500 meter

1 Agberto Guimarães, Brasilien,  3.42,91

2 Ross Donahue, USA,  3.43,09

3 Chuck Aragon, USA,  3.44,57

5 000 meter

1 Eduardo Castro, Mexiko, 13.54,11

2 Gerardo Alcalá, Mexiko,  13.54,37

3 Domingo Tibaduiza, Colombia, 13.59,68

10 000 meter

1 José Gómez, Mexiko,  29.14,75

2 Domingo Tibaduiza, Colombia, 29.17,12

3 Mark Nenow, USA,  29.22,46

Maraton

1 Jorge González, Puerto Rico, 2:12.43

2 César Mercado, Puerto Rico, 2:20.30

3 Miguel Cruz, Mexiko,  2:21.12

3 000 meter hinder

1 Emilio Ulloa, Chile,  8.57,62

2 Carmelo Ríos, Puerto Rico,  9.01,47

3 Greg Duhaime, Kanada, 9.06,03

110 meter häck

1 Roger Kingdom, USA,  13,44

2 Alejandro Casañas, Kuba,  13,51

3 Tonie Campbell, USA,  13,54

400 meter häck

1 Frank Montiéh, Kuba,  50,02

2 Antônio Díaz Ferreira, Brasilien,  50,08

3 James King, USA,  50,31

Höjdhopp

1 Francisco Centelles,  Kuba, 2,29

2 Leo Williams, USA,  2,27

3 Jorge Alfaro, Kuba,  2,25

Stavhopp

1 Mike Tully, USA,  5,45

2 Jeff Buckingham, USA,  5,25

3 Tom Hintnaus, Brasilien,  5,20

Längdhopp

1 Jaime Jefferson, Kuba,  8,03

2 Vesco Bradley, USA,  7,99

3 Juan Felipe Ortíz, Kuba,  7,91

Tresteg

1 Jorge Reyna, Kuba,  17,05

2 Lázaro Betancourt, Kuba,  16,75

3 José Salazar, Venezuela, 16,26

Kula

1 Luis Delís, Kuba,  18,24

2 Gert Weil, Chile,  17,30

3 Hubert Maingot, Trinidad och Tobago,  16,48

Diskus

1 Luis Delís, Kuba,  67,32

2 Bradley Cooper, Bahamas,  62,38

3 Juan Martínez, Kuba,  62,04

Slägga

1 Genovevo Morejón, Kuba,  65,34

2 Harold Willers, Kanada,  64,22

3 Alfredo Luis, Kuba,  63,16

Spjut

1 Laslo Babits, Kanada,  81,40

2Ramón González, Kuba,  78,34

3 Amado Morales, Puerto Rico,  77,40

Tiokamp

1 Dave Steen, Kanada,  7 958

2 Douglas Fernández, Venezuela, 7 726

3 Freddy Aberdeen,  Venezuela 7 262
 
Gång 20 kilometer

1 Ernesto Canto, Mexiko, 1:28.12

2 Raúl González, Mexiko,  1:29.21

3 Héctor Moreno, Colombia,  1:30.05

Gång 50 kilometer

1 Raúl González, Mexiko,  4:00.45

2 Martín Bermúdez, Mexiko,  4:04.20

3 Querubín Moreno, Colombia,  4:23.20

4 x 100 meter

1 USA, (Sam Graddy, Bernie Jackson, Ken Robinson, Elliott Quow),  38,49

2  Kuba, (Osvaldo Lara, Leandro Peñalver, Silvio Leonard, José Isalgue), 38,55

3  Brasilien, (Gerson de Souza, João Batista Silva, Nelson Rocha, Robson da Silva), 39,08

4 x 400 meter

1  USA, (Alonzo Babers, Mike Bradley, James Rolle, Eddie Carey),  3.00,47

2  Brasilien, (Evaldo da Silva, José Luiz Barbosa, Agberto Guimarães, Gerson de Souza|| 3.02,79

3  Kuba,(Lázaro Martínez, Augustin Pavo, Carlos Reyte ,  Héctor Herrera) 3.03,15

### Damer
100 meter

1 Esmeralda García, Brasilien,  11,31

2 Jackie Washington, USA,  11,33

3 Luisa Ferrer, Kuba,  11,38

200 meter

1 Randy Givens, USA,  23,14

2 LaShon Nedd, USA,  23,39

3 Luisa Ferrer, Kuba,  23,39

400 meter

1 Charmaine Crooks, Kanada,  51,49

2 Ana Fidelia Quirot, Kuba,  51,83

3 Esther Gabriel, USA,  52,45

800 meter

1 Nery McKeen, Kuba,  2.02,20

2 Ranza Clark, Kanada,  2.02,44

3 Alejandra Ramos, Chile, 2.03,65

1 500 meter

1 Ranza Clark, Kanada,  4.16,18

2 Cindy Bremser, USA,  4.17,67

3 Missy Kane, USA,  4.21,39

3 000 meter

1 Joan Benoit, USA,  9.14,19

2 Brenda Webb, USA,  9.28,69

3 Monica Regonesi, Chile, 9.41,87

100 meter häck

1 Benita Fitzgerald, USA,  13,16

2 Kim Turner, USA,  13,39

3 Elida Aveillé, Kuba,  13,41

400 meter häck

1 Judi Brown,  USA,  56,03

2 Sharieffa Barksdale, USA,  56,09

3 Gwen Wall, Kanada,  56,93

Höjdhopp

1 Coleen Sommer, USA, 1,91

2 Silvia Costa, Kuba,  1,88

3 Joni Huntley, USA,  1,82

Längdhopp

1 Kathy McMillan, USA,  6,70

2 Eloína Echevarría, Kuba,  6,61

3 Pat Johnson, USA,  6,33

Kula

1 María Elena Sarría, Kuba,  19,34

2 Rosa Fernández, Kuba,  17,39

3 Lorna Griffin, USA,  16,61

Diskus

1 María Betancourt, Kuba, 59,62

2 Maritza Martén, Kuba, 59,62

3 Lorna Griffin, USA, 56,52

Spjut

1 María Caridad Colón, Kuba,  63,76

2 Mayra Vila, Kuba,  63,32

3 Marieta Riera, Venezuela,  53,60

Sjukamp

1 Conceição Geremias, Brasilien,  6 084

2 Cindy Greiner, USA,  6 068

3 Elida Aveillé, Kuba,  5 755

4 x 100 meter

1  USA,  43,21

2  Trinidad och Tobago, 44,63

3  Kanada,  44,77

4 x 400 meter

1  USA,  3.29,97

2  Kanada,  3.30,24

3  Kuba 3.30,76

## Medaljfördelning
| Plac | Nation                  |    |    |    | Total |  |
| ---- | ----------------------- | -- | -- | -- | ----- |  |
| 1    | USA                     | 14 | 11 | 13 | 38    |  |
| 2    | Kuba                    | 12 | 12 | 10 | 34    |  |
| 3    | Brasilien               | 4  | 3  | 3  | 10    |  |
|      | Kanada                  | 4  | 3  | 3  | 10    |  |
| 5    | Mexiko                  | 4  | 3  | 1  | 8     |  |
| 6    | Puerto Rico             | 1  | 2  | 1  | 4     |  |
| 7    | Chile                   | 1  | 1  | 2  | 4     |  |
| 8    | Colombia                | 0  | 1  | 3  | 4     |  |
|      | Venezuela               | 0  | 1  | 3  | 4     |  |
| 10   | Trinidad och Tobago     | 0  | 1  | 1  | 2     |  |
| 11   | Dominikanska republiken | 0  | 1  | 0  | 1     |  |
|      | Bahamas                 | 0  | 1  | 0  | 1     |  |